# Bánk
Bánk (slowakisch Banka) ist eine ungarische Gemeinde im Kreis Rétság im Komitat Nógrád.

## Geografische Lage
Bánk liegt gut zwei Kilometer östlich der Kreisstadt Rétság. Durch die Gemeinde fließt der Bánki-patak, südlich des Ortes der Jenői-patak, welche beide in den Lókos-patak münden. Im östlichen Teil von Bánk liegt der siebeneinhalb Hektar große See Bánki-tó. Nachbargemeinden sind Tereske, Felsőpetény und Romhány.

## Geschichte
Bánk wurde 1405 erstmals urkundlich erwähnt.

## Sehenswürdigkeiten
- Evangelische Kirche, erbaut 1783
  - Die Orgel der Kirche wurde 1892 von den Gebrüdern Rieger gebaut und 2003 restauriert
- Heimatmuseum (Szlovák nemzetiségi tájház)
- Musiker-Skulpturen von Louis Armstrong, Joe Muranyi und Oscar Peterson, erschaffen von Lajos Győrfi
- Plastik zum Halleyschen Kometen, erschaffen 1987 von András Laluja
- See (Bánki-tó)

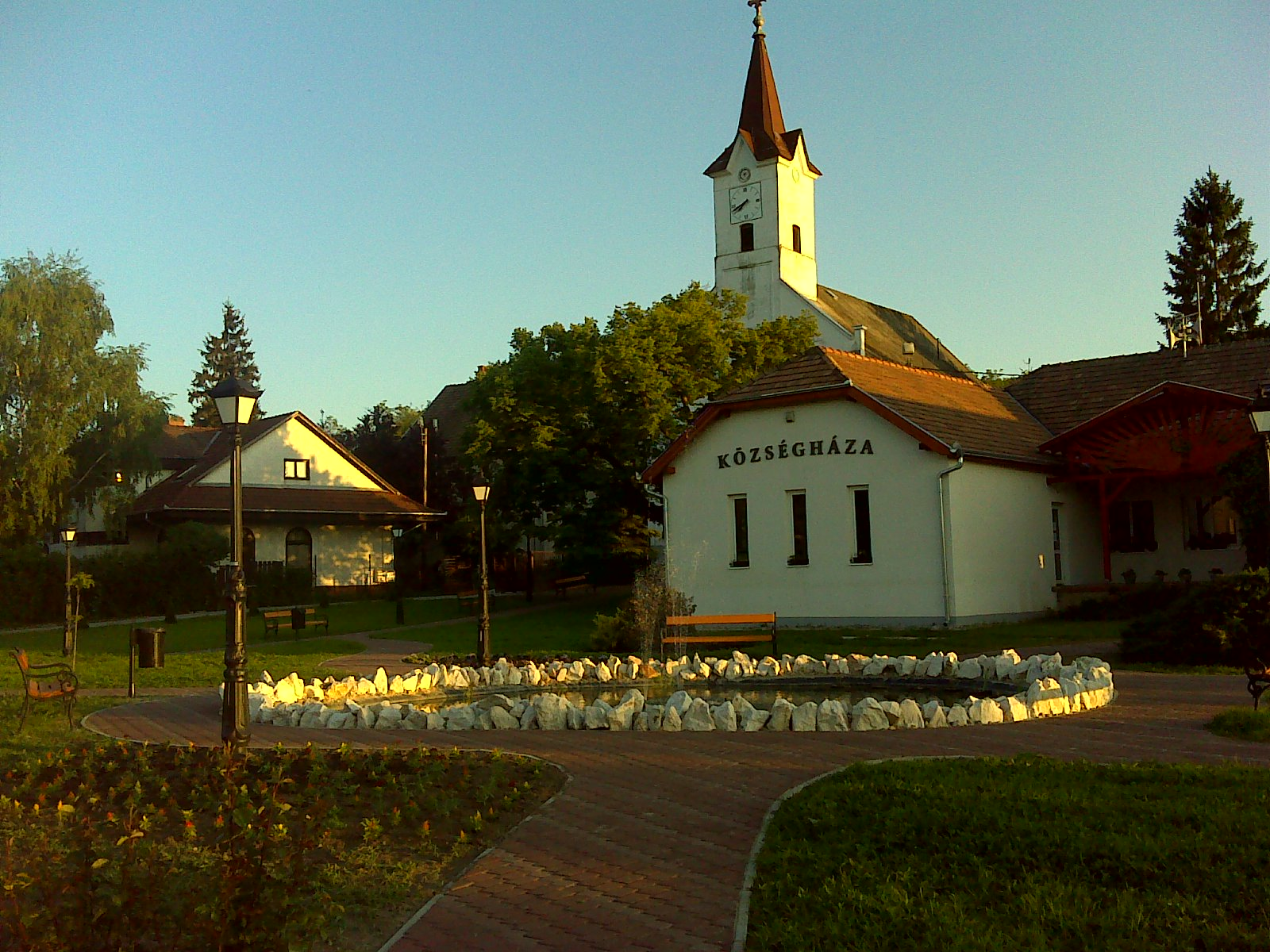
Blick auf die ev. Kirche
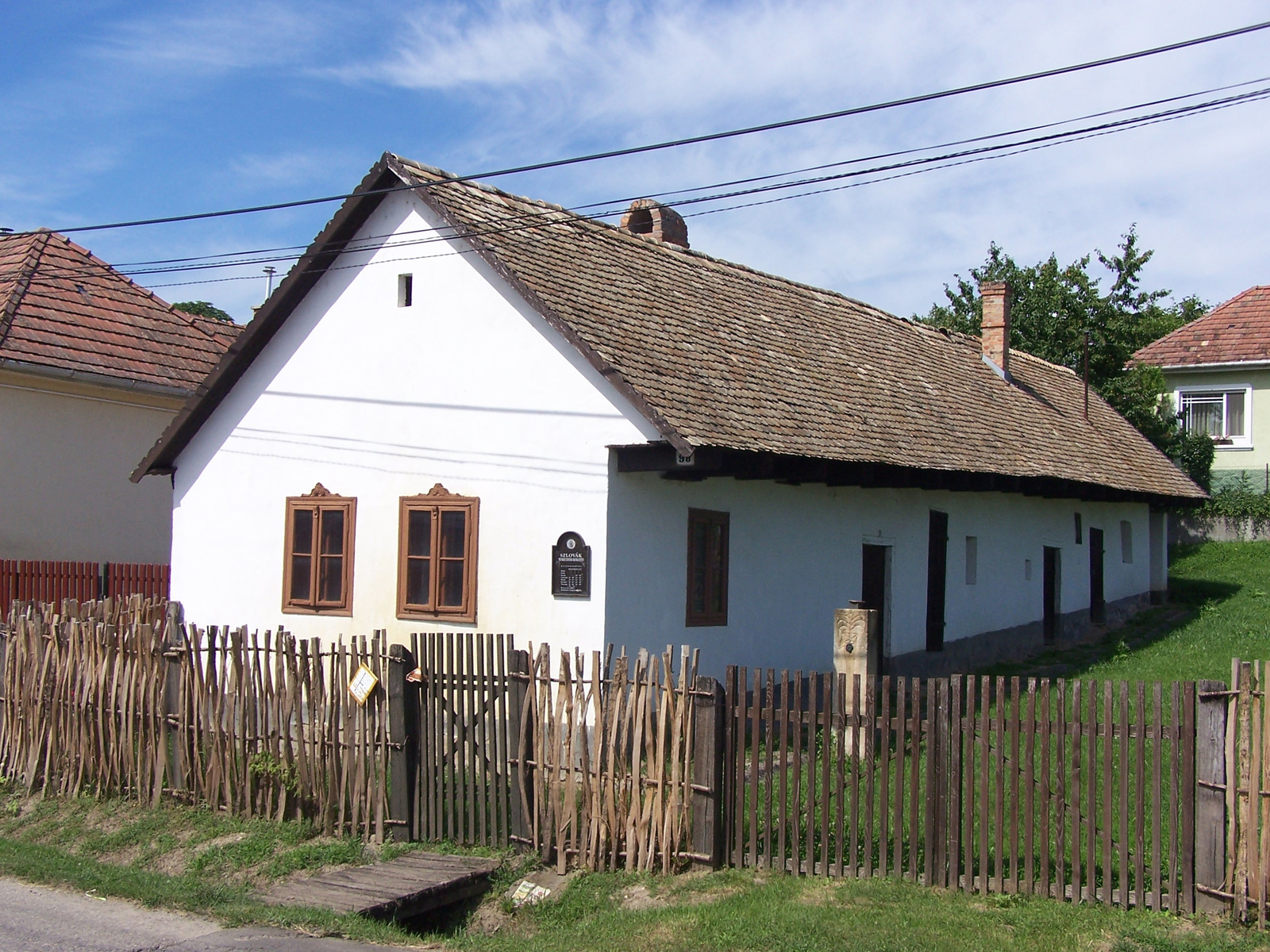
Heimatmuseum
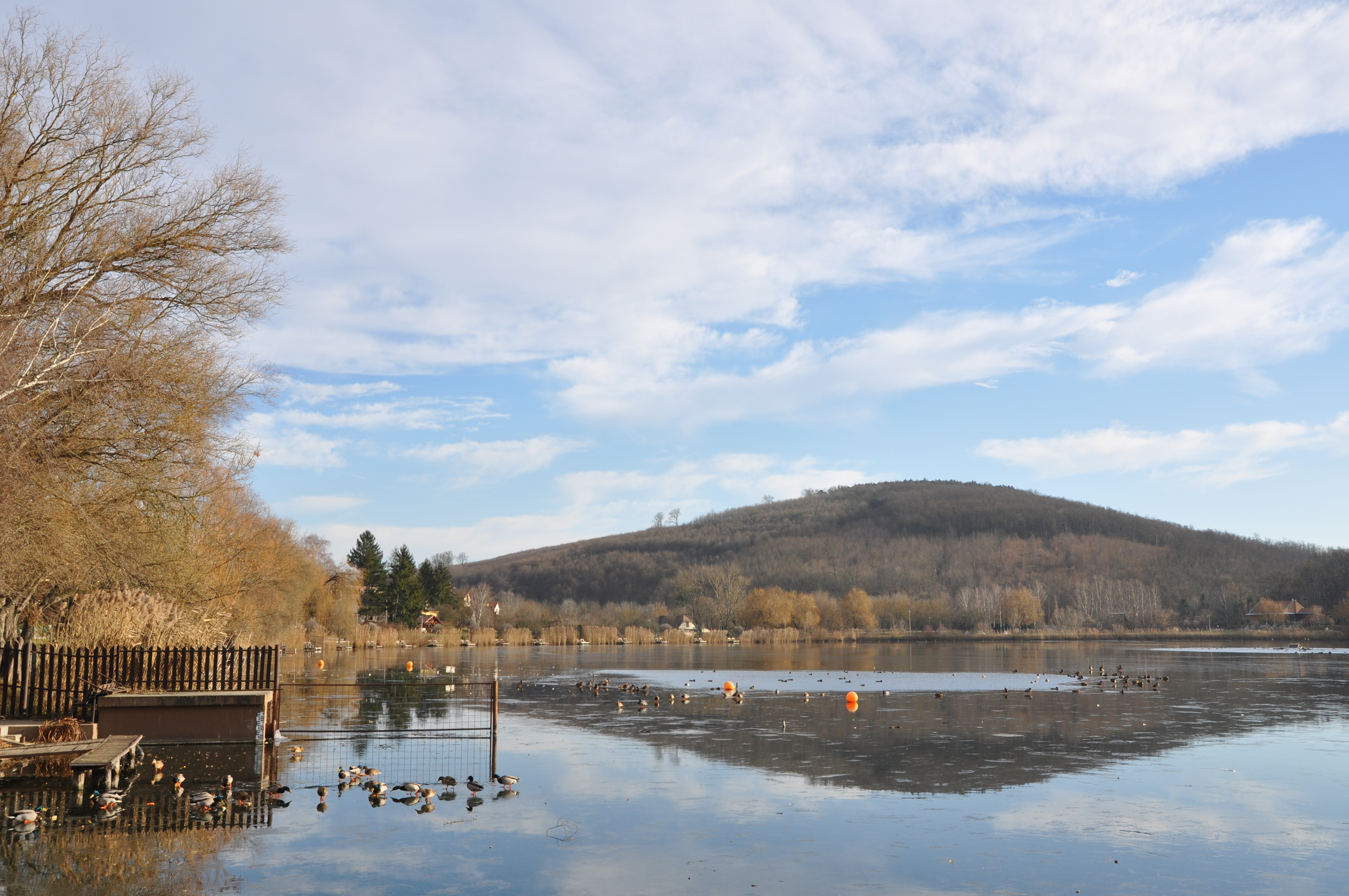
Bánki-tó
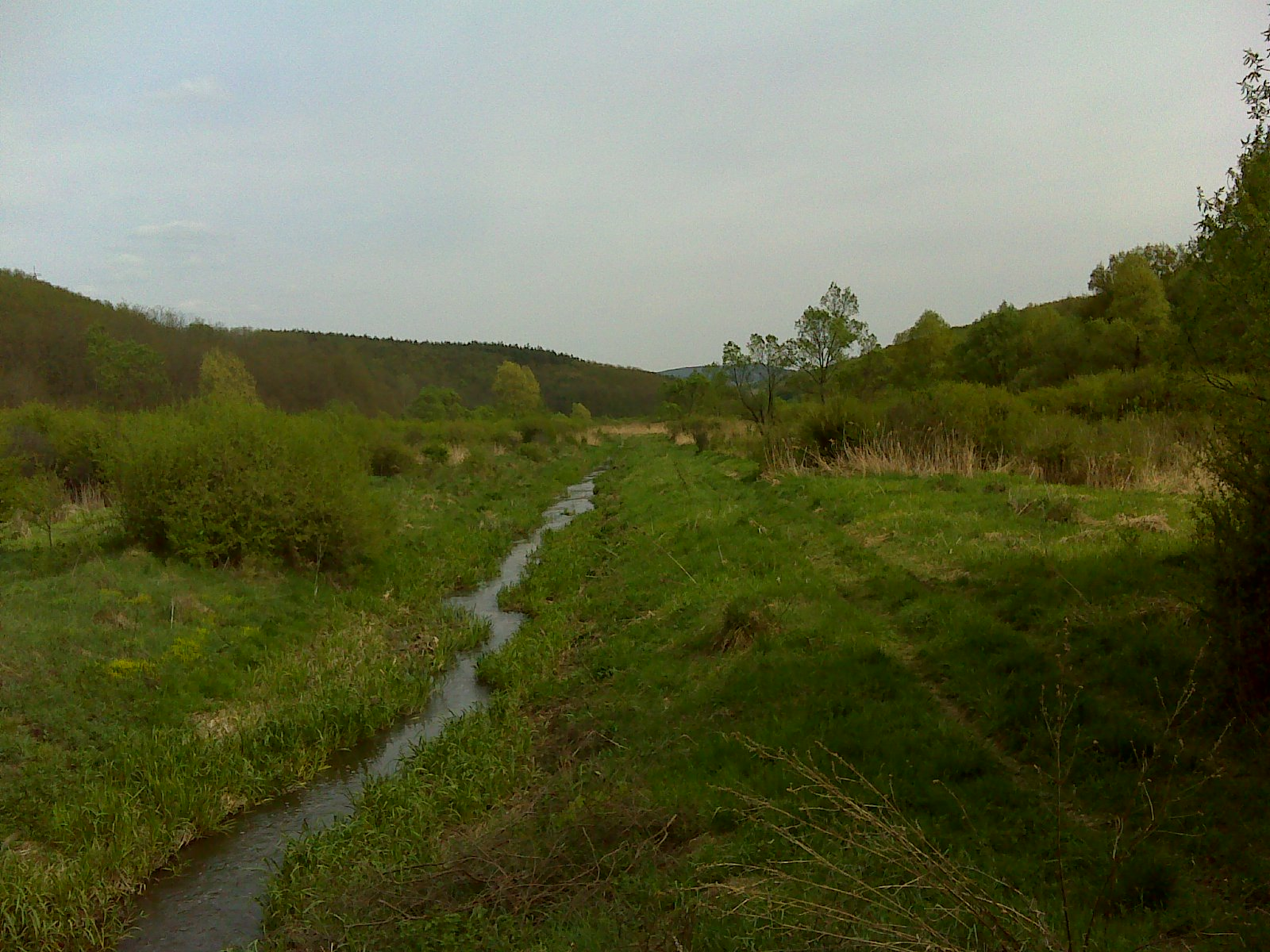
Jenői-patak

## Verkehr
In Bánk treffen die Landstraßen Nr. 2115 und Nr. 2116 aufeinander. Die Gemeinde liegt an der Eisenbahnstrecke Diósjenő-Romhány. Der Personenverkehr auf dieser Strecke wurde jedoch im Jahr 2007 eingestellt, so dass Reisende den südlich gelegenen Bahnhof in Vác nutzen müssen.